# Chuck Close
Charles Thomas Close, conegut artísticament com a Chuck Close (Monroe, 5 de juliol de 1940 - Oceanside, 19 d'agost de 2021) fou un fotògraf i pintor fotorealista estatunidenc.
Va estudiar a la Universitat de Washington i més tard a la Universitat Yale. Gràcies a una beca Fulbright, més tard també va estudiar a l'Acadèmia de Belles Arts de Viena. Més sovint elaborava retrats fotorealistes de gran format. Va afirmar que la raó per la qual es dedicava al retrat era que patia de prosopagnòsia (incapacitat per reconèixer cares). El 7 de desembre de 1988, mentre es trobava en una cerimònia de lliurament de premis d'art, Chuck Close va patir una convulsió que el va deixar parcialment paralitzat.
Va morir als 81 anys d'edat a Oceanside, Nova York, el 19 d'agost del 2021.